# Рыжая иглоногая сова
Рыжая иглоногая сова (лат. Ninox rufa) —  птица из рода иглоногих сов. Была описана в 1846 году английским орнитологом Джоном Гулдом. Название дано из-за рыжеватых перьев, которыми данный вид покрывается в зрелом возрасте.

## Описание
Рыжая иглоногая сова — крупная птица, 46–57 сантиметров в длину и с размахом крыльев 100—120 сантиметров. Самцы крупнее и тяжелее самок, что необычно для сов. Самки обычно весят 700–1050 грамм, а самцы — 1050–1300 грамм. У обоих полов относительно маленькие головы по сравнению с их телом и хвостом, но голова самца более плоская и широкая, чем у самки. Молодые особи намного меньше, обычно при рождении имеют длину 49–54 мм и покрыты пушистым белым мехом. Лоб, шея, спина и верхние крылья взрослых особей обычно тёмно-красновато-коричневые со светло-коричневой полосой. Лицо тёмно-коричневое, грудь и нижняя часть тела рыжие с тонкими кремовыми полосами. Клюв с крючком светло-серого цвета и у основания окружён чёрными щетинками. Глаза золотисто-жёлтого цвета.

## Подвиды
Выделяют четыре подвида, которые имеют небольшие различия по размеру и окраске:
- Ninox rufa rufa (Gould, 1846)
- Ninox rufa humeralis (Bonaparte, 1850)
- Ninox rufa meesi I.J. Mason & Schodde, 1980
- Ninox rufa queenslandica Matthews, 1911.

## Распространение и среда обитания
Рыжая иглоногая сова имеет широкий ареал. Обитает на острове Ару, в Новой Гвинее и северной Австралии, встречается в Арнем-Ленде, восточной части полуострова Кейп-Йорк и округе Маккей в восточной части Квинсленда. Это единственная исключительно тропическая сова в Австралии.
Сова населяет наземные экосистемы. Встречается в тропических лесах, влажные саваннах и болотах.

## Размножение
Обычно сезон размножения длится с июня по сентябрь. Чтобы привлечь самку, самец издаёт двойной крик. Яйца откладывают в гнёзда, расположенные в стволах или ветвях деревьев. Иногда гнёзда строят на высоте до тридцати метров над землей, чтобы защитить их от наземных хищников. Самец выберет гнездо, а самка откладывает внутрь одно-два яйца. Период инкубации — 37 дней. После вылупления молодые особи зависят от своих родителей в течение многих месяцев, часто до следующего сезона размножения.

## Питание
Рыжая иглоногая сова — опытный и сильный охотник, способный поймать самую разнообразную добычу. Их рацион чрезвычайно разнообразен: от птиц и насекомых до мелких млекопитающих.